# Truncatoflabellum gardineri
Espèce
Statut CITES
Truncatoflabellum gardineri est une espèce de coraux appartenant à la famille des Flabellidae.